# Wiesbach (Our)
Der Wiesbach ist ein etwa 1,8 km langer linker und südlicher Zufluss der Our.

## Verlauf
Der Wiesbach entspringt westlich von Auw bei Prüm. Er mündet nordöstlich von Auw-Wischeid in die Our.

## Zuflüsse
| Name     | GKZ      | Lage   | Länge in km | EZG in km² |
| -------- | -------- | ------ | ----------- | ---------- |
| Alsbach  | 26261522 | rechts | 000,6690    | 0000,7610  |
| Putzbach | 26261524 | rechts | 000,5170    | 0000,3190  |